# Собор Доброго Пастыря (Сингапур)
 Собор Доброго Пастыря  (кит.  善牧主教座堂) — старейший католический храм Сингапура, имеющий статус национального памятника. Церковь Доброго Пастыря является кафедральным собором архиепархии Сингапура.

## История
В начале 1832 года началось строительство первой католической часовни в Сингапуре, которое было завершено в 1833 году. Часовня была деревянная и располагалась на территории сегодняшнего Сингапурского художественного музея. К концу 30-х годов число католиков в Сингапуре увеличилось и возникла необходимость в новом, более вместительном храме.
В 1840 году во Франции по инициативе королевы Марии-Терезы Амалии и епископа Манилы начался сбор денежных средств для строительства нового католического храма в Сингапуре. 18 июня 1843 года епископом Апостольского викариата Малакка-Сингапура Жаном Курвези был заложен краеугольный камень. 6 июня 1847 года было завершено строительство церкви. В 1888 году храм был возведён в ранг кафедрального собора епархии Малакки. В 1908 году были поставлены декоративные чугунные ворота вокруг церкви. В 1912 году в храме был установлен орган фирмы  Bevington & Son. Его установка обошлась почти в 6 млн. фунтов стерлингов. Сегодня в соборе установлено 2 органа, оба находятся в рабочем состоянии и являются гордостью храма. 
Во время II Мировой войны храм использовался как госпиталь.
6 июля 1973 года Собор Доброго Пастыря был объявлен национальным памятником Сингапура.
В соборе Доброго Пастыря находятся мощи первого епископа епархии Малакки и святого епископа Лаврентия Эмбера.

## Архитектура
Собор Доброго Пастыря построен в стиле эпохи Возрождения в традиционной форме латинского креста.